# Schaueriopsis variabilis
Schaueriopsis variabilis är en akantusväxtart som beskrevs av Champl. och I.Darbysh.. Schaueriopsis variabilis ingår i släktet Schaueriopsis och familjen akantusväxter. Inga underarter finns listade i Catalogue of Life.